# The World Became the World
Albums de Premiata Forneria Marconi
L'isola di niente (it)
(1974) Live in USA (it)
(1975)
The World Became the World, sorti en 1974, est le sixième album du groupe de rock progressif italien Premiata Forneria Marconi.
Il s'agit d'une adaptation en langue anglaise de l'album L'isola di niente. Les textes en anglais sont signés par Peter Sinfield, ancien parolier du groupe britannique King Crimson.

## Pochette
La pochette de l'album est une réplique de celle de l'album L'isola di niente.
Sur le disque vinyle d'origine, la pochette extérieure en carton présente une découpe qui laisse apparaître le décor de la pochette intérieure en papier, permettant ainsi de donner deux apparences différentes à la pochette.
La pochette extérieure représente une brume bleutée à travers laquelle une trouée permet d'apercevoir, selon le sens que l'on donne à la pochette intérieure, soit une île émergeant de l'océan, soit un paysage de décombres fumantes.

## Titres

### Face 1
1. The Mountain (Mussida, Premoli, Pagani, Sinfield) - 10:42
2. Just Look Away (Mussida, Premoli, Pagani, Sinfield) - 4:00
3. The World Became the World (Mussida, Pagani, Mogol - Sinfield) - 4:44

### Face 2
1. Four Holes in the Ground (Mussida, Premoli, Pagani, Sinfield) - 6:21
2. Is My Face on Straight (Mussida, Premoli, Pagani, Sinfield) - 6:17
3. Have Your Cake and Beat it (Mussida, Premoli, Pagani) - 7:17

### Chansons Bonus Édition 2010 sur disques Esoteric Records
- 7 La Carrozza Di Hans (Version single britannique)
- 8 Four Holes In The Ground (Version inédite)
- 9 Celebration (Version inédite)

## Musiciens
- Flavio Premoli : claviers, chant
- Franco Mussida : guitare acoustique et électrique, chant
- Ian Patrick Djivas : basse,  chant
- Mauro Pagani : violon, cuivres, chant
- Franz Di Cioccio : batterie, percussions, chant
- Claudio Fabi : Arrangements et direction des chœurs
- PFM : Arrangements des chœurs
- Accademia Paolina di Milano : Chœurs

## Production
- Produit par Premiata Forneria Marconi et Claudio Fabi
- Martin Rushent : ingénieur pour l'enregistrement des morceaux n° 1 à 5 aux Studios Advision à Londres (novembre 1973 à février 1974)
- Piero Bravim : ingénieur pour l'enregistrement du morceau n° 6 (Have Your Cake and Beat it) aux Studios Fonorama à Milan (janvier 1974)